# Ngeende

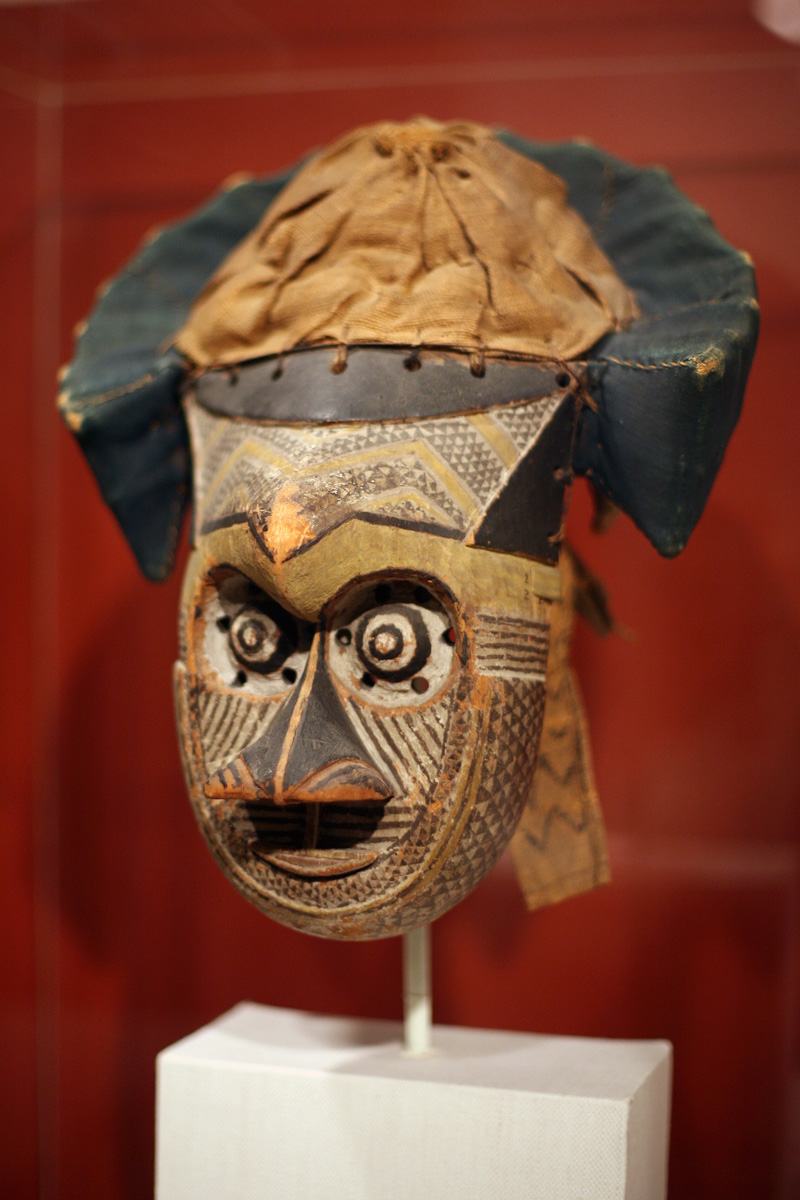
Masque bushong ou ngeende (Brooklyn Museum)

Les Ngeende sont un peuple d'Afrique centrale établi en République démocratique du Congo. Ils font partie du grand groupe des Kuba.

## Population
Comme les Kele, les Ngeende étaient traditionnellement des pêcheurs, au sein d'une société kuba très hiérarchisée et spécialisée au niveau du sexe, des métiers et des régions.
Leur nombre est estimé à 8 500.

## Langue
Ils parlent une langue bantoue.